# Real Club Astur de Regatas

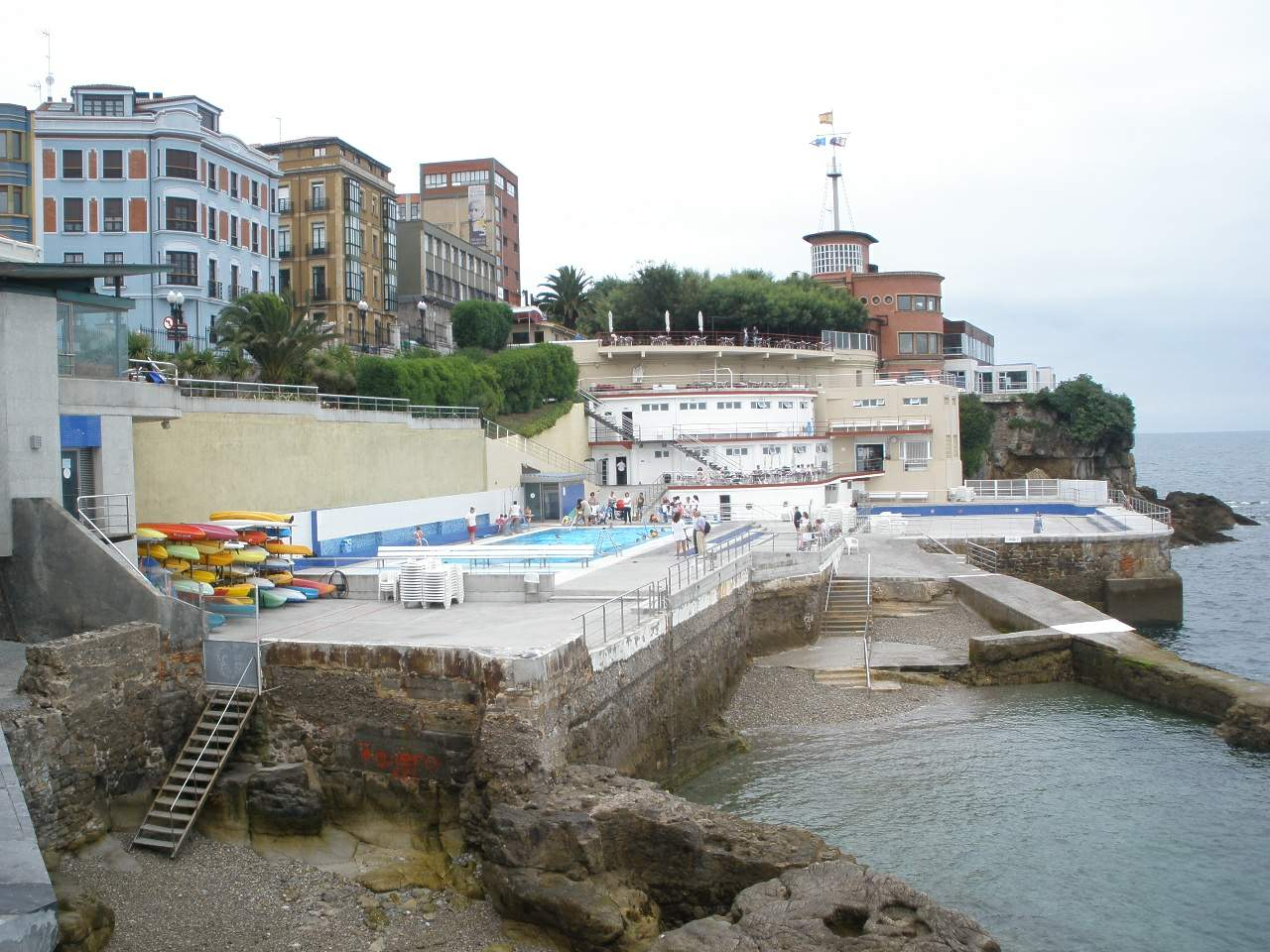
Sede social.

El Real Club Astur de Regatas (RCAR) es un club náutico situado en Gijón, Asturias (España). Es uno de los más importantes de España, junto con el resto de miembros de la Asociación Española de Clubes Náuticos. También forma parte de ACEDYR.
Ha sido el club que mayor número de regatistas aportó al Equipo Olímpico Español de Vela en la XXX Olimpiada, con cuatro: Federico Alonso y Arturo Alonso en la clase 49er, Ángela Pumariega en la clase Elliott 6m (modalidad match race), y Fernando Rodríguez Rivero en la clase Star, pero solamente Ángela Pumariega acudió a los Juegos Olímpicos de Londres, ya que, aunque los asturianos Federico y Arturo Alonso fueron los que clasificaron a España en la clase 49er para los Juegos, la Real Federación Española de Vela eligió al equipo vasco formado por Iker Martínez y Xabier Fernández para competir en Weymouth, mientras que no hubo barco español en la clase Star, por lo que Fernando Rodríguez Rivero no pudo competir en Weymouth. Ángela Pumariega ganó la medalla de oro en Londres 2012, convirtiéndose en la primera medallista olímpica del club. En la XXXI Olimpiada tuvo tres representantes en el Equipo Olímpico Español de Vela: Ángela Pumariega en 470 femenino y Federico Alonso y Arturo Alonso en 49er. Federico y Arturo Alonso consiguieron clasificarse para los Juegos Olímpicos de Río de Janeiro 2016, pero fueron excluidos de nuevo por la RFEV, esta vez en beneficio de Diego Botín e Iago López, mientras que Ángela Pumariega no consiguió ser la representante española en su clase.

## Historia

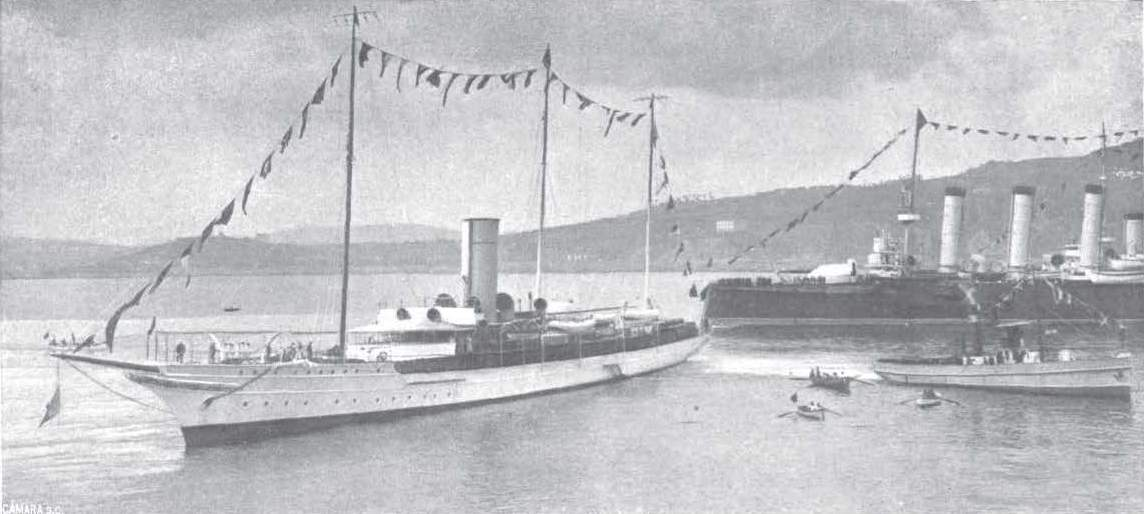
El yate real Giralda en el puerto de Gijón en 1912, cuando el rey Alfonso XIII participó en las regatas organizadas por el RCAR con su velero Giralda II.

El RCAR fue fundado el 11 de septiembre de 1911 en el pabellón del Casino de Gijón, en el Paseo de Begoña. Es, por lo tanto, una de las instituciones más antiguas del municipio. El rey Alfonso XIII aceptó, poco después de su fundación, la Presidencia de Honor, y participó en las regatas de 1912 y 1913 con el Giralda II.
Se acordó iniciar las gestiones para ubicar la sede del club en el edificio de la antigua Aduana (posteriormente dedicado a lonja de pescado), en el puerto local, pero las gestiones resultaron fallidas y se instaló en la calle Corrida, mientras se buscaba ubicación con acceso al mar. El 27 de abril de 1913 se consiguió adquirir los terrenos de la batería de San Pedro, en Cimadevilla, y se construyó el edificio social original en el cerro de Santa Catalina, un pabellón obra de Manuel del Busto, que fue saqueado e incendiado durante la guerra civil española. En 1940 se inició la reconstrucción del nuevo pabellón a partir de un proyecto de los hermanos Somolinos. El 31 de enero de 1920 el presidente del club, José Antonio García Sol, compró a Policarpo Herrero Vázquez en veintiocho mil pesetas pagadas al contado, según consta en la escritura otorgada ante el notario Secundino de la Torre, la finca del balneario "La Cantábrica" para construir una piscina, un frontón y los jardines, según un proyecto del arquitecto Miguel García de la Cruz, concediendo el Ayuntamiento la oportuna licencia, tras los preceptivos informes de sus técnicos. En 1925 se creó la piscina, que era de agua de mar y fue la primera en Gijón, a la que siguieron las del Santa Olaya, Universidad Laboral, cuartel de El Coto y, finalmente, la del Real Grupo de Cultura Covadonga en 1962.

## Bandera
La grímpola del club, que ondea en las instalaciones y embarcaciones de la sociedad y que pueden izar los socios en sus embarcaciones, es un gallardete triangular de proporciones 3:5 blanco, con un ribete rojo (Pantone 485) de un ancho equivalente a un sexto del de la bandera, y con una corona real de España (en rojo Pantone 485 y amarillo Pantone 130) en la parte superior al asta de la parte blanca.

## Instalaciones

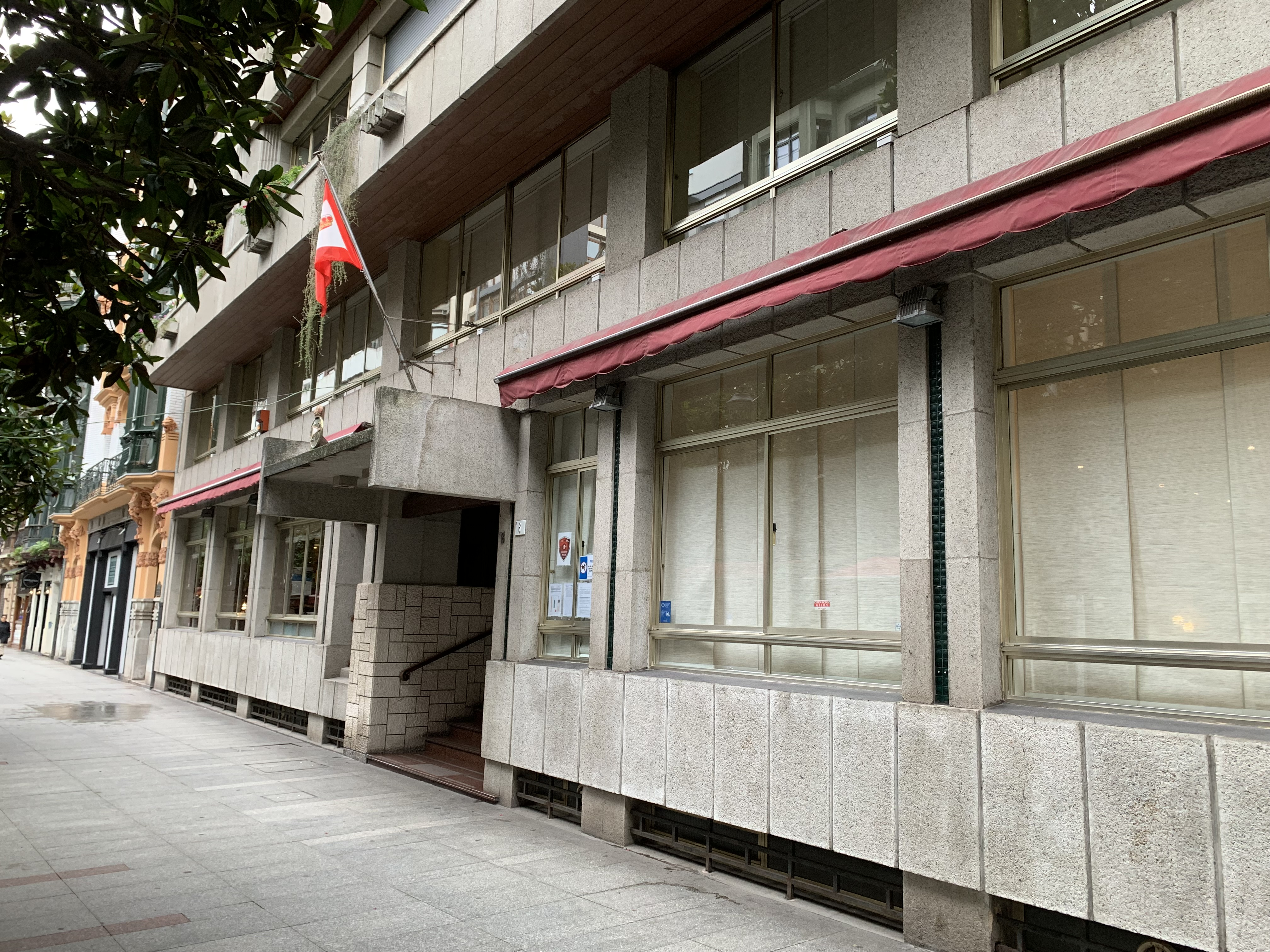
Sede del club en la calle Corrida.

El RCAR cuenta con tres locales a disposición de sus socios: 
- En Cimadevilla mantiene la sede social, con sala de juntas, oficinas, restaurante, cafetería, terraza, pabellón de cristal, piscina, solarium, gimnasio y sauna.
- En la calle Corrida se encuentra la biblioteca, las salas de juegos, sala de televisión, y cafetería.
- En el puerto deportivo se sitúa la Escuela de Vela del Club, con vestuarios, oficina, pañol y zona de varada.

## Actividad Deportiva

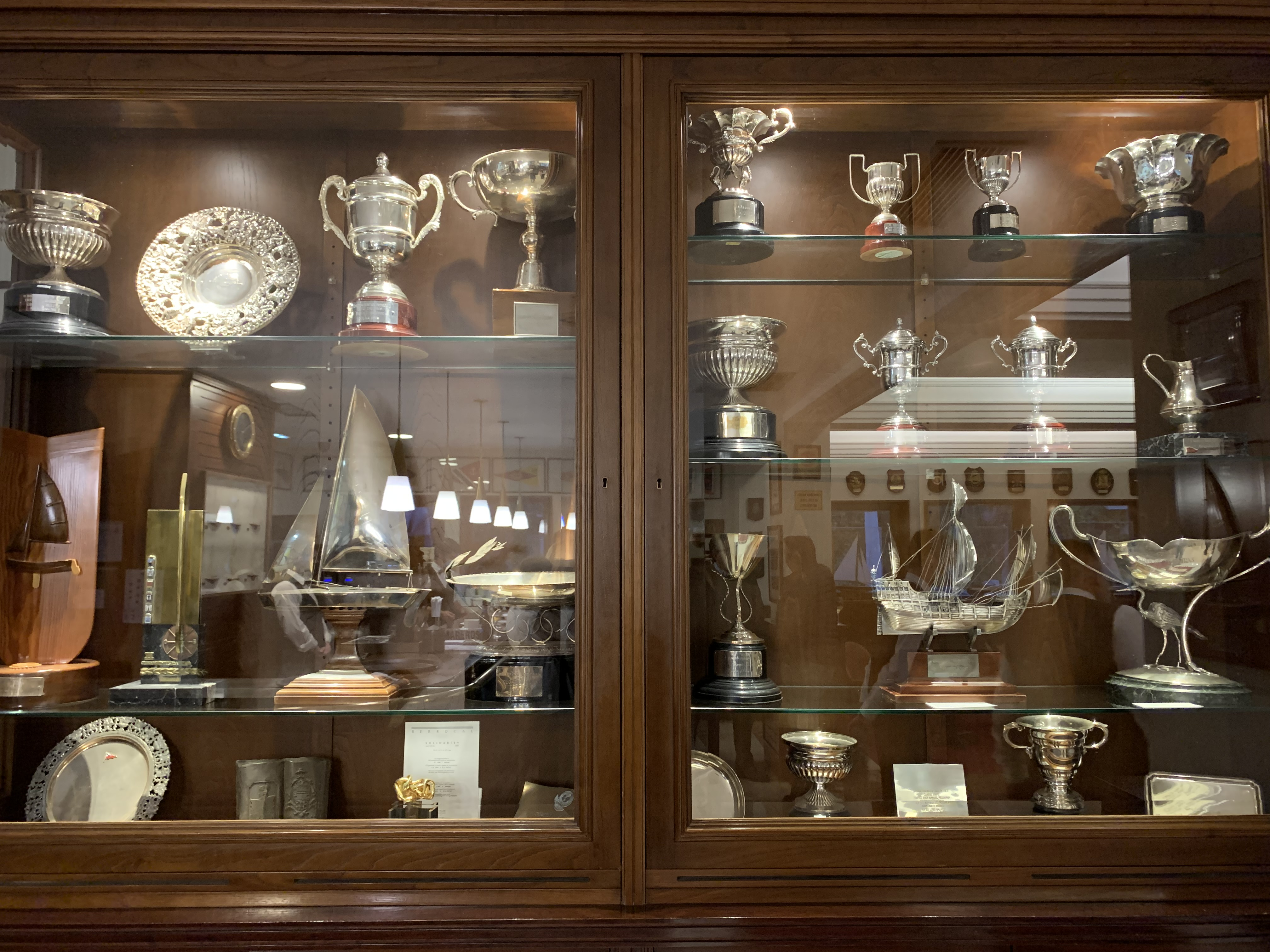
Vitrina con trofeos.

El RCAR organizó entre 1912 y 1919, ambos años incluidos, la Copa del Rey, que se había celebrado por primera vez en 1905 organizada por el Real Sporting Club y que desde 1982 organiza el Real Club Náutico de Palma.
En vela ligera ha destacado, a nivel nacional, por su flota Snipe, inscrita oficialmente en la SCIRA en 1941 con el número 152. Desde 1957, cuando organizó el I Campeonato Regional del Norte de España (que incluía las flotas de Guipúzcoa, Vizcaya, Santander y Asturias), el RCAR ha organizado gran cantidad de pruebas, entre las que destacan la Copa de Su Alteza Real el Príncipe de Asturias, desde 1963 hasta 1986, además de cuatro Campeonatos de España absolutos (1966, 1974, 1986 y 2011), tres juveniles (1990, 2003 y 2011), y uno femenino (2011); tres Campeonatos Ibéricos (1973, 1993 y 2017); dos Campeonatos del Sur de Europa (1992 y 2014); dos Copas de España (2003 y 2018), y una Copa de España juvenil (1986) de la clase Snipe.
En la actualidad, el RCAR utiliza el Optimist como barco de iniciación en su escuela de vela, mientras que la flota Snipe sigue siendo la más relevante como clase de dos tripulantes y la Láser en embarcaciones de un solo tripulante. 
Las regatas de vela ligera más importantes que organiza el club actualmente son el "Memorial Carlos del Castillo"; los trofeos "Villa de Gijón", "Hispanidad", "San Pedro" y "Santa Catalina"; la "Liga de Temporada", y casi todas las ediciones de los campeonatos de Asturias de Snipe, Vaurien, Cadete, Láser, y Optimist. En Vela de crucero, el RCAR organiza las regatas "El Gaitero", "Carnaval", "Universidad de Oviedo, "Villa de Gijón", "otoño", y "primavera". También organiza regatas de radiocontrol, como el campeonato de Asturias de Micro Magic. 
El equipo Wanted del armador Ricardo Simal participó en la Fastnet Race de 2017 con un Swan 411, y el Bullbox del armador Luis Noguera ganó el Campeonato de España de Cruceros de 2022.

### Escuela de vela

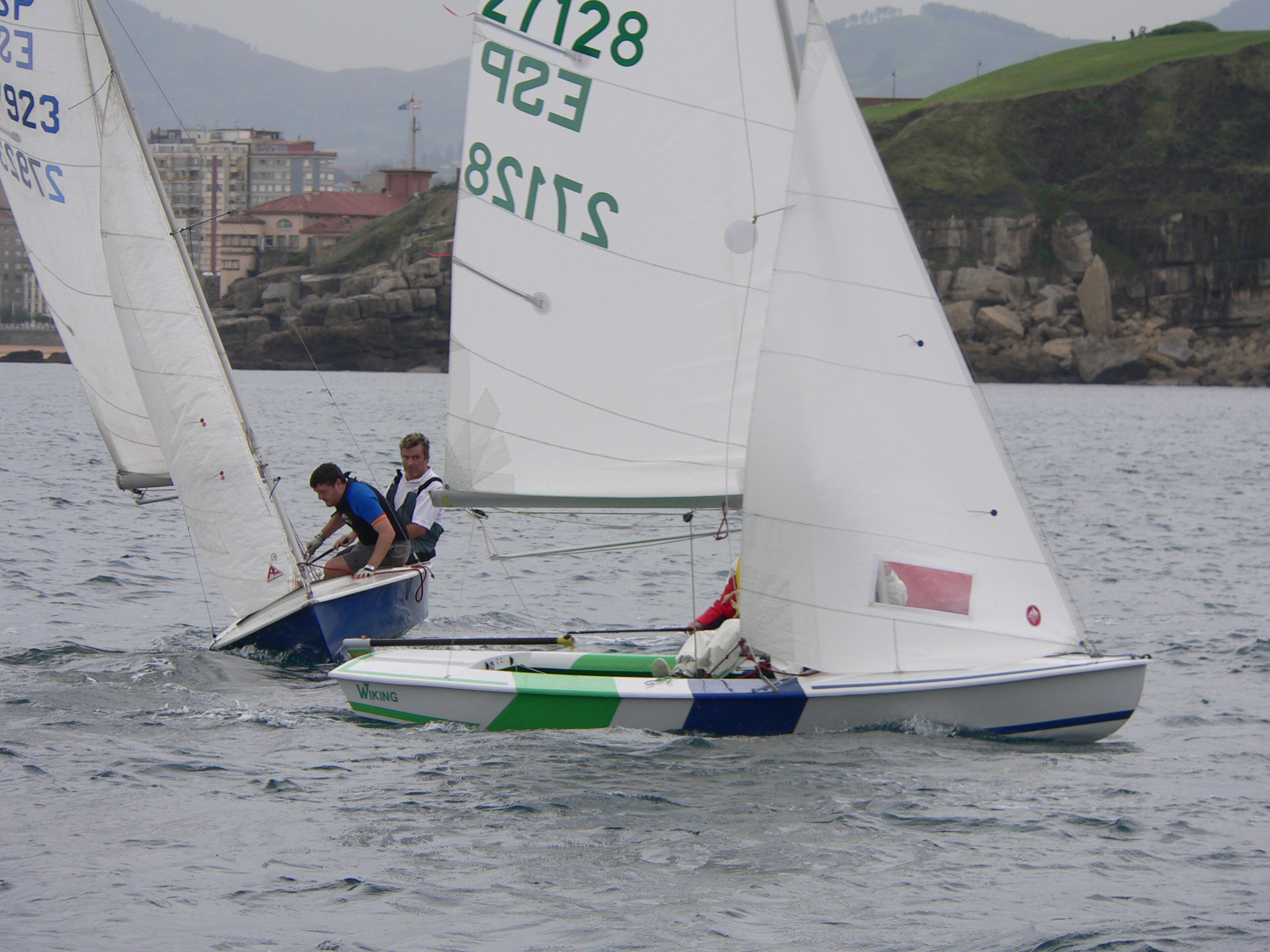
Snipes tomando una baliza, con el RCAR al fondo.

Su escuela de vela, dirigida por Eva Díez, imparte formación tanto a los socios del club como a los que no lo son. Ofrece cursillos en barcos propios de la escuela en las siguientes clases:
- Raquero, para iniciación a la navegación a partir de los 8 años de edad.
- Optimist, para perfeccionamiento entre los 8 y los 15 años de edad.
- RS Feva, para perfeccionamiento a partir de los 13 años de edad.
- Snipe, para perfeccionamiento a partir de los 15 años de edad.
- Crucero y Topaz Omega, para adultos.

De la escuela han salido importantes regatistas, entre los que destacan Federico y Arturo Alonso Tellechea, subcampeones de Europa en 2008, campeones de España en 2009, 2010, 2011, 2012 y 2013, y campeones de la Copa del mundo de vela de la ISAF en 2009 en la clase 49er. Federico también fue campeón del mundo en la clase Cadete en 1998 junto con su anterior tripulante, Aitor Esquibel García. En la clase Snipe, Fran Palacio y Ángela Pumariega se proclamaron campeones de España en categoría juvenil en 2001 y 2002, y subcampeones de Europa en 2002, mientras que Ángela Pumariega y Carmen Mateo quedaron subcampeonas de España y séptimas en el campeonato del mundo en categoría femenina absoluta en 2008. En 2008, Ángela Pumariega ya se había proclamado campeona de la Copa de España de snipe navegando con Nuria Lacera de tripulante. En la modalidad de match race, Ángela Pumariega ha sido campeona de España en 2010 y 2011 compartiendo tripulación con Támara Echegoyen y Sofía Toro, así como campeona iberoamericana en 2010, campeona de Europa en 2011, y medalla de oro en los Juegos Olímpicos de Londres 2012. En la Clase Internacional Copa América, Pablo Vega-Arango Alonso fue miembro del equipo español que participó en la Copa América de 1992, compitiendo como "Palo" o "Mástil" del "España 92".

## Publicaciones
Desde 2003 el RCAR publica anualmente una revista. Además, ha editado los siguientes libros:
- "Nuestro Club (1911-1997)". Autor: Manuel Fernández González (1997).
- "Real Club Astur de Regatas (1911-2011)". Autor: Ramón Alvargonzález Rodríguez (2011).
- "Centenario de la Regata Real Gijón-Luanco, 1913". Autor: Ignacio Pando García-Pumarino (2013).

## Curiosidades
En el club se han rodado imágenes de algunas películas, como "Volver a empezar", de José Luis Garci, ganadora del Óscar a la mejor película extranjera de 1982, y "Si yo fuera rico", de Álvaro Fernández Armero.

## Deportistas destacados
- Federico Alonso Tellechea
- Ángela Pumariega

## Presidentes
| Periodo | Presidente                             |
| ------- | -------------------------------------- |
| 1911-23 | José Antonio García Sol                |
| 1923    | Álvaro Armada de los Ríos-Enríquez     |
| 1924-25 | José Antonio García Sol                |
| 1925-29 | Rafael Cangas Valdés                   |
| 1929-31 | Ramón González Cobián                  |
| 1931-33 | Secundino Felgueroso González          |
| 1933-36 | Jesús Fernández Hernández              |
| 1936    | Roberto González de Agustina Iribarren |
| 1936    | Félix Guisasola García-Castañón        |
| 1938-41 | Claudio Vereterra Polo                 |
| 1941-47 | Alejandro Pidal Guilhou                |
| 1947-51 | Dionisio Fernández-Nespral Aza         |
| 1951-55 | Secundino Felgueroso Fernández-Nespral |

| Periodo   | Presidente                      |
| --------- | ------------------------------- |
| 1955-59   | Alberto Figaredo Sela           |
| 1959-63   | Emilio Tuya García              |
| 1963-65   | José López de Haro Fernández    |
| 1965-73   | Luis Cueto-Felgueroso Granda    |
| 1973-83   | José García-Bernardo de la Sala |
| 1983-87   | Rafael Arias de Velasco Villa   |
| 1987-99   | Joaquín Merediz Menchaca        |
| 1999-2011 | Fernando González Landa         |
| 2011-23   | Alfredo Alegría Díaz            |
| 2023-     | José María Landa Riera          |